# Frédéric Peiremans
Frédéric Peiremans (ur. 3 września 1973 w Nivelles) – belgijski piłkarz występujący na pozycji pomocnika.

## Kariera klubowa
Peiremans karierę rozpoczynał w 1993 roku w pierwszoligowym Anderlechcie. W sezonie 1993/1994 zdobył z nim mistrzostwo Belgii oraz Puchar Belgii. W kolejnym sezonie ponownie wywalczył z Anderlechtem mistrzostwo Belgii. Z kolei w sezonie 1995/1996 został jej wicemistrzem. Graczem Anderlechtu był przez pięć sezonów. W 1998 roku odszedł do innego pierwszoligowca, RSC Charleroi, gdzie spędził sezon 1998/1999.
W 1999 roku Peiremans przeszedł do holenderskiego FC Twente. W Eredivisie zadebiutował 15 sierpnia 1999 w zremisowanym 1:1 meczu z RKC Waalwijk. 27 października 1999 w wygranym 3:2 spotkaniu ze Spartą Rotterdam strzelił zaś pierwszego gola w Eredivisie. W Twente grał do końca sezonu 1999/2000.
Następnie Peiremans był zawodnikiem hiszpańskich zespołów Real Sociedad (Primera División) oraz SD Eibar (Segunda División), jednak w ich barwach nie rozegrał żadnego spotkania. W 2002 roku zakończył karierę.

## Kariera reprezentacyjna
W reprezentacji Belgii Peiremans zadebiutował 27 marca 1996 w przegranym 0:2 towarzyskim meczu z Francją. W drużynie narodowej rozegrał 3 spotkania, wszystkie w 1996 roku.